# ۱۲۰۵ (قمری)
۱۲۰۵ (قمری)، هزار و دویست و پنجمین سال در گاهشماری هجری قمری است. اول محرم این سال برابر با دهم سپتامبر سال ۱۷۹۰ میلادی است.